# Довер (Ньюфаундленд і Лабрадор)
Довер (англ. Dover) — містечко в Канаді, у провінції Ньюфаундленд і Лабрадор.

## Населення
За даними перепису 2016 року, містечко нараховувало 662 особи, показавши скорочення на 1,6%, порівняно з 2011-м роком. Середня густина населення становила 57,3 осіб/км².
З офіційних мов обидвома одночасно володіли 5 жителів, тільки англійською — 655.
Працездатне населення становило 50,4% усього населення, рівень безробіття — 47,7% (47,4% серед чоловіків та 48,1% серед жінок). 93,8% осіб були найманими працівниками, а 3,1% — самозайнятими.
Середній дохід на особу становив $30 999 (медіана $18 368), при цьому для чоловіків — $43 916, а для жінок $17 794 (медіани — $29 632 та $14 336 відповідно).
24% мешканців мали закінчену шкільну освіту, не мали закінченої шкільної освіти — 51,2%, 24% мали післяшкільну освіту, з яких 6,5% мали диплом бакалавра, або вищий.
| Статево-вікова структура населення | Статево-вікова структура населення | Статево-вікова структура населення | Статево-вікова структура населення | Статево-вікова структура населення |
| ---------------------------------- | ---------------------------------- | ---------------------------------- | ---------------------------------- | ---------------------------------- |
|                                    |                                    |                                    |                                    |                                    |
| Всього                             | Всього                             | 51,5%48,5%                         |                                    |                                    |
| 0 — 14 років                       | 0 — 14 років                       |                                    | 15%                                | 15%                                |
| 15 — 64 років                      | 15 — 64 років                      |                                    | 67,7%                              | 67,7%                              |
| 65 і більше                        | 65 і більше                        |                                    | 17,3%                              | 17,3%                              |
| 85 і більше                        | 85 і більше                        |                                    | 0,8%                               | 0,8%                               |
| Середній вік (років)               | Середній вік (років)               | 44,844,1                           | 44,5                               | 44,5                               |
| Медіана (років)                    | Медіана (років)                    | 49,548,6                           | 49,0                               | 49,0                               |
| — чоловіки — жінки                 |                                    |                                    |                                    |                                    |

| Походження мешканців:     | Походження мешканців:     | Походження мешканців: | Походження мешканців: | Походження мешканців: |
| ------------------------- | ------------------------- | --------------------- | --------------------- | --------------------- |
| Походження                |                           |                       | осіб                  | %                     |
| Корінні американці        | Корінні американці        |                       | 10                    | 1.33%                 |
| Інше північноамериканське | Інше північноамериканське |                       | 590                   | 78.67%                |
| Європейське               | Європейське               |                       | 305                   | 40.67%                |
| британське                | британське                |                       | 305                   | 40.67%                |

| Зайнятість населення за галузями (за класифікацією NOC): | Зайнятість населення за галузями (за класифікацією NOC): | Зайнятість населення за галузями (за класифікацією NOC): | Зайнятість населення за галузями (за класифікацією NOC): | Зайнятість населення за галузями (за класифікацією NOC): |
| -------------------------------------------------------- | -------------------------------------------------------- | -------------------------------------------------------- | -------------------------------------------------------- | -------------------------------------------------------- |
|                                                          |                                                          |                                                          |                                                          |                                                          |
| Бізнес, фінанси та адміністрування                       | Бізнес, фінанси та адміністрування                       |                                                          | 6,3%                                                     | 6,3%                                                     |
| Природничі та прикладні науки                            | Природничі та прикладні науки                            |                                                          | 3,2%                                                     | 3,2%                                                     |
| Освіта, правозахист, муніципальні та урядові служби      | Освіта, правозахист, муніципальні та урядові служби      |                                                          | 17,5%                                                    | 17,5%                                                    |
| Роздрібна торгівля та послуги                            | Роздрібна торгівля та послуги                            |                                                          | 12,7%                                                    | 12,7%                                                    |
| Гуртова торгівля, транспорт та обладнання                | Гуртова торгівля, транспорт та обладнання                |                                                          | 27%                                                      | 27%                                                      |
| Природні ресурси, сільське господарство                  | Природні ресурси, сільське господарство                  |                                                          | 4,8%                                                     | 4,8%                                                     |
| Виробництво                                              | Виробництво                                              |                                                          | 31,7%                                                    | 31,7%                                                    |

## Клімат
Середня річна температура становить 4,4°C, середня максимальна – 20°C, а середня мінімальна – -12,2°C. Середня річна кількість опадів – 1 053 мм.
| Клімат поселення                              | Клімат поселення | Клімат поселення | Клімат поселення | Клімат поселення | Клімат поселення | Клімат поселення | Клімат поселення | Клімат поселення | Клімат поселення | Клімат поселення | Клімат поселення | Клімат поселення | Клімат поселення |
| Показник                                      | Січ.             | Лют.             | Бер.             | Квіт.            | Трав.            | Черв.            | Лип.             | Серп.            | Вер.             | Жовт.            | Лист.            | Груд.            |                  |
| Середній максимум, °C                         | −1,29            | −1,64            | 2,01             | 7,21             | 11,96            | 16,64            | 19,45            | 20,03            | 15,33            | 10,13            | 5,33             | 0,16             |                  |
| Середня температура, °C                       | −6,51            | −6,9             | −3,23            | 1,96             | 6,71             | 11,40            | 15,96            | 16,51            | 11,83            | 6,64             | 1,83             | −3,34            |                  |
| Середній мінімум, °C                          | −11,76           | −12,15           | −8,45            | −3,29            | 1,48             | 6,15             | 12,45            | 13,03            | 8,33             | 3,14             | −1,68            | −6,84            |                  |
| Норма опадів, мм                              | 84               | 83               | 74               | 77               | 80               | 91               | 88               | 86               | 108              | 99               | 90               | 93               |                  |
| Середньомісячна швидкість вітру, м/с          | 5.55             | 5.39             | 5.41             | 5.30             | 4.93             | 4.79             | 4.49             | 4.60             | 5.00             | 5.31             | 5.50             | 5.60             |                  |
| Середньомісячна сонячна радіація, кДж/м²·день | 3798             | 6803             | 10712            | 14122            | 17085            | 19012            | 18834            | 15835            | 11654            | 6884             | 3924             | 2933             |                  |
| --------------------------------------------- | ---------------- | ---------------- | ---------------- | ---------------- | ---------------- | ---------------- | ---------------- | ---------------- | ---------------- | ---------------- | ---------------- | ---------------- | ---------------- |
| Джерело:                                      |                  |                  |                  |                  |                  |                  |                  |                  |                  |                  |                  |                  |                  |